# Chrysaora colorata
Espèce
Chrysaora colorata est une espèce de méduse de la famille des Pelagiidae.

## Référence
- Russell 1964 : Scyphomedusae of the genus Pelagia. Journal of the Marine Biological Association of the United Kingdom, 44-1 p. 133–136